# عبد الكريم الكشميري
عبد الكريم خوجه كشميري بالإنجليزية:Abd-Al-Karim Khojeh Kashmiri أو Khojeh Abdulkurreem (ولد حوالي الربع الأول من القرن18- 1784م).
مؤرخ، ورحالة هندي.

## السيرة
هو عبد الكريم ابن خوجه عقبت محمود ابن خوجه بولاقي كشميري. اشتهر كمؤرخ لحملة نادر شاه العسكرية، التي رافقها. لا يعرف سوى القليل عن ولادته أو بدايات حياته. كان عبد الكريم، كشميري الأصل، ويعيش في بلدة شاه جهان آباد وهي دلهي القديمة، عندما دخلها نادر شاه عام (1151ه‍/1739م). كان متحمساً لإداء فريضة الحج في مكة، وزيارة قبور الأولياء المسلمين، إنضم إلى خدمة نادر شاه ككاتب (متصدي)، ورافقه أيضاً في رحلة العودة إلى بلاد فارس. وعندما وصل في الآخر نادر شاه مدينة قزوين عام (1154ه‍/1741م)، بعد حملات عسكرية متتالية في البنجاب، والسند، وأفغانستان، وخراسان، وبلاد ما وراء النهر، وخوارزم، وأماكن أخرى. ترك عبد الكريم الكشميري نادر شاه وتوجه إلى مكة. وهو واحد من عدة رحالة أجانب زاروا بغداد في العهد العثماني حيث وصل بغداد عام (1741م) وفي طريقه زار كربلاء، وحلب، ومناطق أخرى. بعد ان ادى فريضة الحج، إستقل قارباً من جدة إلى ميناء (هوغلي) في كلكتا، ثم عاد أخيراً إلى دلهي عام (1156ه‍/1743م).

## وفاته
توفي المؤرخ الرحالة عبد الكريم خوجة الكشميري عام (1198ه‍/1784م).

## مؤلفاته
الف كتاب: (بيان واقع Bayãn-e vāqé) وكذلك يسمى: (تاريخ نادر Tariķ-e Nādert) أو (نادرنامه Nādernāma). ونشرت مذكرات عبد الكريم خواجة كشميري باللغة الإنجليزية (كلكتا 1788م).